# Нуарваль
Нуарва́ль (фр. Noirval) — коммуна во Франции, находится в регионе Шампань — Арденны. Департамент коммуны — Арденны. Входит в состав кантона Ле-Шен. Округ коммуны — Вузье.
Код INSEE коммуны — 08325.
Коммуна расположена приблизительно в 190 км к востоку от Парижа, в 65 км северо-восточнее Шалон-ан-Шампани, в 36 км к югу от Шарлевиль-Мезьера.

## Население
Население коммуны на 2008 год составляло 34 человека.
| 1962 | 1968 | 1975 | 1982 | 1990 | 1999 | 2008 |
| ---- | ---- | ---- | ---- | ---- | ---- | ---- |
| 70   | 75   | 50   | 42   | 47   | 27   | 34   |

## Экономика
В 2007 году среди 24 человек в трудоспособном возрасте (15—64 лет) 20 были экономически активными, 4 — неактивными (показатель активности — 83,3 %, в 1999 году было 57,1 %). Из 20 активных работали 18 человек (14 мужчин и 4 женщины), безработными были 2 женщины. Среди 4 неактивных 1 человек был учеником или студентом, 3 — пенсионерами.